# نووومودنا
نووومودنا (به لاتین: Nowomodna) یک روستا در لهستان است که در گمینا یابووننا لاتسکا واقع شده‌است.